# Tuturano (stacja kolejowa)
Tuturano (wł. Stazione di Tuturano) – stacja kolejowa w Tuturano, w prowincji Brindisi, w regionie Apulia, we Włoszech.
Według klasyfikacji RFI ma kategorię srebrną.
Stacja została otwarta wraz z linią Brindisi-Lecce.
Jest aktywna do obsługi pasażerów na linii Bari - Lecce. Zatrzymują się tu wyłącznie pociągi regionalne.

## Linie kolejowe
- Adriatica